# Objektiv k mobilu

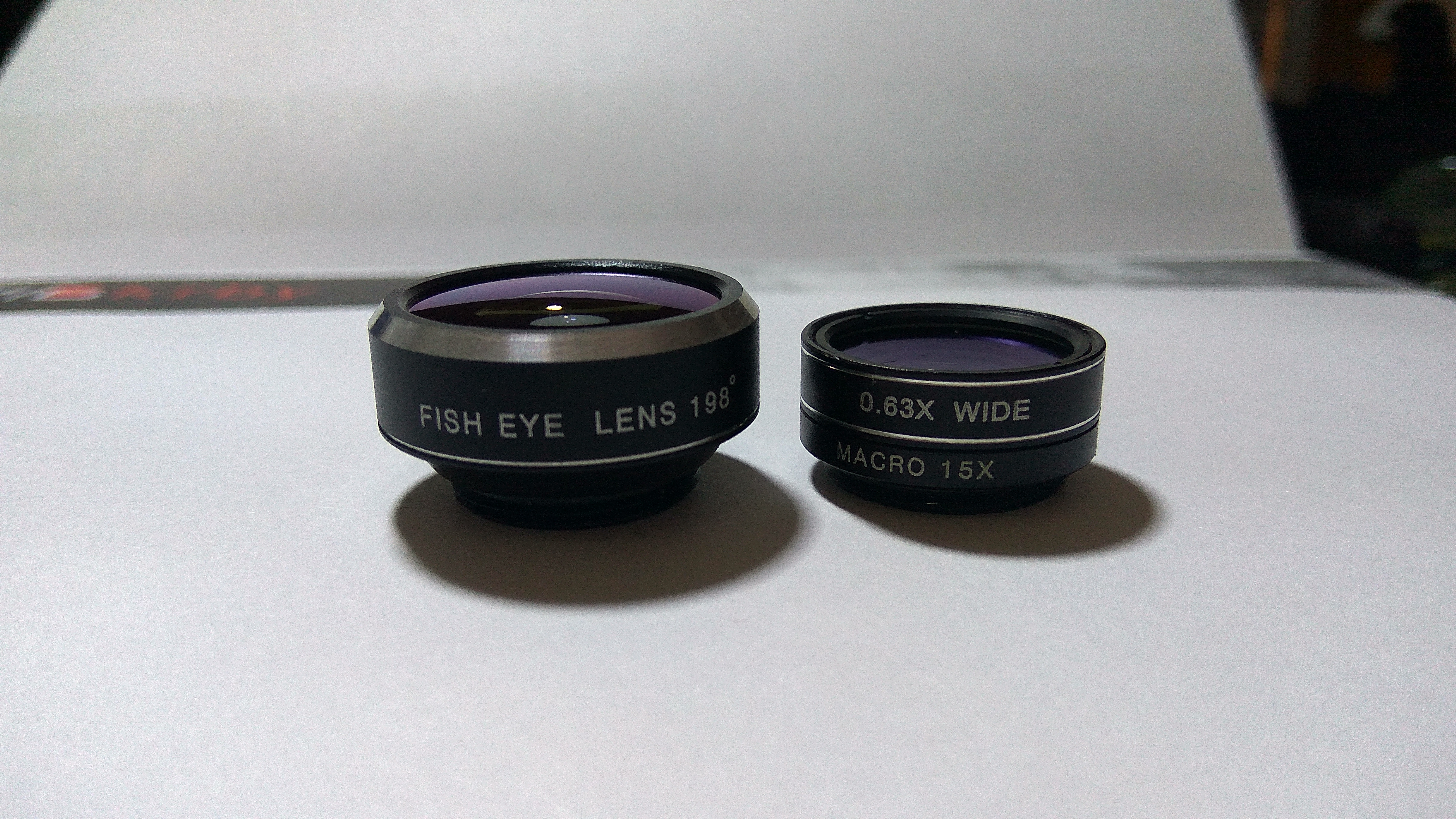
Objektivy na mobilní telefon: rybí oko, širokoúhlý objektiv a makro objektiv

Objektiv k mobilu je forma předsádkové čočky. Tyto objektivy umožňují mobilním telefonům rozšiřovat jejich vlastnosti při fotografování. Objektivy k mobilu mohou být v podobě rybího oka. Rybí oko může mít různé stupně zakřivení většina 
objektivů se pohybuje v rozmezí 180 – 235 stupňů. Rybí oko se vyznačuje fyzikálním jevem černého kruhu kolem fotky. Rybí oko se využívalo v meteorologii, dnes si však našlo místo při focení architektury a přírody. Makro objektiv je známý pro svoje makrofotografie. Tento objektiv skutečně umožňuje zachytit velmi malé předměty, které by v běžných podmínkách s mobilním telefonem zachytit možné nebyly. Dále existuje širokoúhlý objektiv a další teleskopy a různé filtrační objektivy. Při focení s objektivy není potřeba žádný software. 
Objektivy k mobilu jsou doplňkem k pořizování fotek mobilním telefonem. Objektivy k mobilu nejsou určeny pro profesionální fotografie. Jsou používány pro volný čas a zábavu. Většina objektivů na mobilní telefon je univerzální tak se dá použít na většinu dostupných telefonů. Někteří výrobci se však specializují na konkrétní značky.